# Lotus Symphony
A Lotus Symphony az IBM által fejlesztett ingyenes irodai programcsomag. Nevét a vélhetően a korábban létező Symphony programról kapta.
Az OpenOffice motorját használja, attól elsősorban kinézetében és a kezelőfelületben tér el. Legszembetűnőbb a szerkesztett dokumentumok füleken történő elhelyezése. Nem túl gyorsan követi az OpenOffice fejlesztését, jelenlegi 1.3-as stabil kiadása még az OpenOffice 1 motorját használja, a már elérhető 3-as béta verzió viszont már a OpenOffice 3-ra épül.
Részei:
- Lotus Symphony Documents

Szövegszerkesztő
- Lotus Symphony Presentations

Bemutató készítő
- Lotus Symphony Spreadsheets

Táblázatkezelő